# 巴本豪森
巴本豪森（德語：Babenhausen，發音：[baːbm̩ˈhaʊzn̩] ⓘ）是德国黑森州达姆施塔特行政区达姆施塔特-迪堡县的城市，面积66.85平方千米，2023年12月31日人口为17,579人。